# Боґушиці (Равський повіт)
Боґушиці (пол. Boguszyce) — село в Польщі, у гміні Рава-Мазовецька Равського повіту Лодзинського воєводства.
Населення — 612 осіб (2011).
У 1975-1998 роках село належало до Скерневицького воєводства.

## Демографія
Демографічна структура станом на 31 березня 2011 року:
|          | Загалом | Допрацездатний вік | Працездатний вік | Постпрацездатний вік |
| -------- | ------- | ------------------ | ---------------- | -------------------- |
| Чоловіки | 314     | 72                 | 217              | 25                   |
| Жінки    | 298     | 63                 | 178              | 57                   |
| Разом    | 612     | 135                | 395              | 82                   |